# Niizuki
Il Niizuki (新月? lett. "Luna nuova") è stato un cacciatorpediniere della Marina imperiale giapponese, quinta unità della classe Akizuki. Fu varato nel marzo 1943 dai cantieri Mitsubishi a Nagasaki.
Non assegnato organicamente a nessuna divisione, ebbe una carriera assai breve. Dopo alcune manovre tra il Giappone e le isole Aleutine, infatti, fu inviato a Rabaul e integrato come nave ammiraglia nella 3ª Squadriglia cacciatorpediniere. Nella prima missione tipo Tokyo Express mise a segno una piccola vittoria, ma la successiva sfociò nella battaglia del Golfo di Kula (5-6 luglio) nei cui minuti iniziali fu crivellato da decine di proietti; andò a fondo con quasi tutto l'equipaggio, incluso il comandante della formazione.

## Servizio operativo

### Costruzione
Il cacciatorpediniere Niizuki fu ordinato nell'anno fiscale edito dal governo giapponese nel 1939. La sua chiglia fu impostata nel cantiere navale della Mitsubishi a Nagasaki l'8 dicembre 1941 (giorno dell'attacco di Pearl Harbor in Giappone, a causa della linea internazionale del cambio di data) e il varo avvenne il 29 giugno 1942; fu completato il 31 marzo 1943. Il comando fu affidato al capitano di fregata Kiyoshi Kaneda che, il 1º aprile, portò la nave a Sasebo perché fosse formalmente assegnata all'11ª Squadriglia cacciatorpediniere, dipendente dalla 1ª Flotta e demandata all'addestramento delle nuove unità in tempo di guerra.

### 1943
Il Niizuki fu messo a punto tra Kure e la rada di Hashirajima fin verso la fine di aprile; il 22 si ormeggiò nella baia di Beppu (Kyūshū) prima di procedere per Agenosho e incontrarsi con la vecchia nave da battaglia Hyuga, insieme alla quale proseguì alla volta di Sasebo. Rientrò poi a Kure, dove fu oggetto di una rapida manutenzione. Il 18, in compagnia dell'incrociatore pesante Mogami, partì per Yokosuka, nel quadro di più vasti movimenti della Marina imperiale che stava organizzando un'importante squadra per intervenire nelle isole Aleutine, dove gli Stati Uniti erano passati al contrattacco e avevano sbarcato una divisione su Attu. La guarnigione sull'isola, comunque, fu annientata prima ancora della partenza: ogni piano in proposito fu annullato, il Niizuki e il Mogami rientrarono a Kure e qui, il 31 maggio, il capitano Kaneda ebbe notizia di essere stato assegnato all'8ª Flotta del viceammiraglio Tomoshige Samejima, operante dalla piazzaforte di Rabaul. Di conseguenza il Niizuki si portò l'8 a Yokosuka, dove si concentrò un'aliquota della Flotta Combinata destinata alla base oceanica di Truk; arrivò a destinazione il 20 giugno, dopo una breve tappa a Saipan. Il 23 il Niizuki, l'Ariake e l'incrociatore pesante Suzuya presero a bordo i reparti della 5ª Unità antiaerea e salparono con direzione Rabaul assieme al Kumano e al Suzukaze (a loro volta con un contingente antiaereo); arrivarono due giorni dopo. Sembra che, a questo punto, i comandi nipponici intendessero sperimentare al più presto le capacità del nuovo cacciatorpediniere specialmente riguardo l'apparato radar: fu subito designato nave ammiraglia della 3ª Squadriglia cacciatorpediniere (contrammiraglio Teruo Akiyama), ne accolse lo stato maggiore e fu previsto che partecipasse alla successiva missione di rifornimento nel settore Kolombangara-Nuova Georgia. Una fonte afferma che il Niizuki disponesse di un congegno capace di rilevare l'attività dei radar nemici, ma è peraltro l'unica a sostenere che l'unità non fosse equipaggiata con un radar vero e proprio.
Il 30 giugno forze statunitensi sbarcarono sulla costa settentrionale di Rendova, dando avvio alla campagna della Nuova Georgia; il Niizuki, assieme all'incrociatore leggero Yubari e tre cacciatorpediniere, fu inviato a Buin, dove il 1º luglio si unirono ad altri cinque cacciatorpediniere. Akiyama costituì dunque una "forza da bombardamento" e una "forza di copertura", nella quale ricadde il Niizuki. Nel pomeriggio del 2 si pose alla testa delle altre unità: i giapponesi arrivarono alle 23:30 e iniziarono il bombardamento che, però, cadde lontano dalla testa di ponte e fu interrotto dopo mezz'ora circa dall'intervento di tre motosiluranti. Nessuna delle due formazioni subì danni e il Niizuki condusse le altre navi a Buin la mattina successiva. Il comando della Flotta dell'Area sud-orientale (viceammiraglio Jin'ichi Kusaka) optò allora per trasferire 4000 uomini in Nuova Georgia, facendoli sbarcare però alla base di Vila sull'isola di Kolombangara, da dove avrebbero raggiunto la destinazione finale con piccoli natanti. Il Niizuki, il Nagatsuki e lo Yunagi partirono nella giornata del 4 luglio per effettuare l'approdo nottetempo, ma la loro missione fu complicata dalla presenza della squadra del contrammiraglio Walden Ainsworth nel Golfo di Kula, reduce da un bombardamento costiero. Il capitano Kaneda ordinò di ripiegare e, basandosi sui dati offerti dal radar, lanciò uno sciame di siluri: un ordigno del Niizuki centrò e affondò il cacciatorpediniere USS Strong dalla distanza di 20 chilometri, prima ancora che le navi statunitensi avessero scorto con precisione i giapponesi, che tornarono indenni a Buin. In ogni caso il trasferimento di truppe era fallito e Akiyama programmò un secondo tentativo per la notte seguente, con il Niizuki e altri nove cacciatorpediniere – sei assunsero la funzione di trasporti rapidi e cumularono ben 1200 soldati.

### L'affondamento
Nel tardo pomeriggio del 5 luglio il Niizuki si pose a capo del gruppo di difesa (Suzukaze, Tanikaze) e alle 22:00 guidò gli altri cacciatorpediniere verso il Golfo di Kula, provenendo da nord-ovest; poco dopo il primo scaglione delle navi cariche di uomini iniziò a dirigere verso Vila. Il Niizuki fu però allertato da un contatto radar sulla sinistra e, perciò, invertì la rotta imitato dai gregari; Akiyama e Kaneda mandarono anche il secondo gruppo da trasporto a sud, per far scendere le truppe a terra. Poco prima della mezzanotte furono avvistati con chiarezza incrociatori e cacciatorpediniere statunitensi in arrivo da est; Kaneda fece accostare sulla sinistra in preparazione a un lancio di siluri e Akiyama richiamò tutti i cacciatorpediniere per l'imminente battaglia. D'improvviso, alle 23:56, il Niizuki fu fatto segno a un intenso tiro di grossi calibri. Il Suzukaze e il Tanikaze rilasciarono siluri e risposero al fuoco, imitati dal Niizuki che, tuttavia, era in crescente difficoltà. Sebbene uno degli incrociatori statunitensi (l'USS Helena) fosse stato squarciato dai siluri, alle 00:06 la torre di comando dell'ammiraglia fu pesantemente colpita da proietti da 152 mm e 127 mm e la nave sbandò dalla formazione, lasciata indietro dai due gregari che, danneggiati, cercarono scampo verso nord-ovest. Il Niizuki comunicò di poter controllare i danni, ma l'ultimo contatto visivo fu effettuato dall'Hatsuyuki e dall'Amagiri, arrivati da Vila e che cercarono di portarsi vicino all'ammiraglia divorata dagli incendi; rinunciarono poco dopo e tornarono a supervisionare lo sbarco dei rinforzi. Il cacciatorpediniere affondò in seguito, 5 miglia a nord-est di Kolombangara (7°49′S 157°10′E) con i cadaveri del contrammiraglio Akiyama, del capitano Kaneda e dell'intero stato maggiore della 3ª Squadriglia; perì inoltre il personale addestrato all'utilizzo del radar. Non è noto quanti furono i sopravvissuti: qualche marinaio, infatti, nuotò fino a riva, ma non sembra che i cacciatorpediniere Amagiri e Mochizuki, arrivati attorno alle 03:00 sul luogo dell'affondamento, siano riusciti a recuperare alcuni dei naufraghi.